# Fiesta de los Indios Caciques

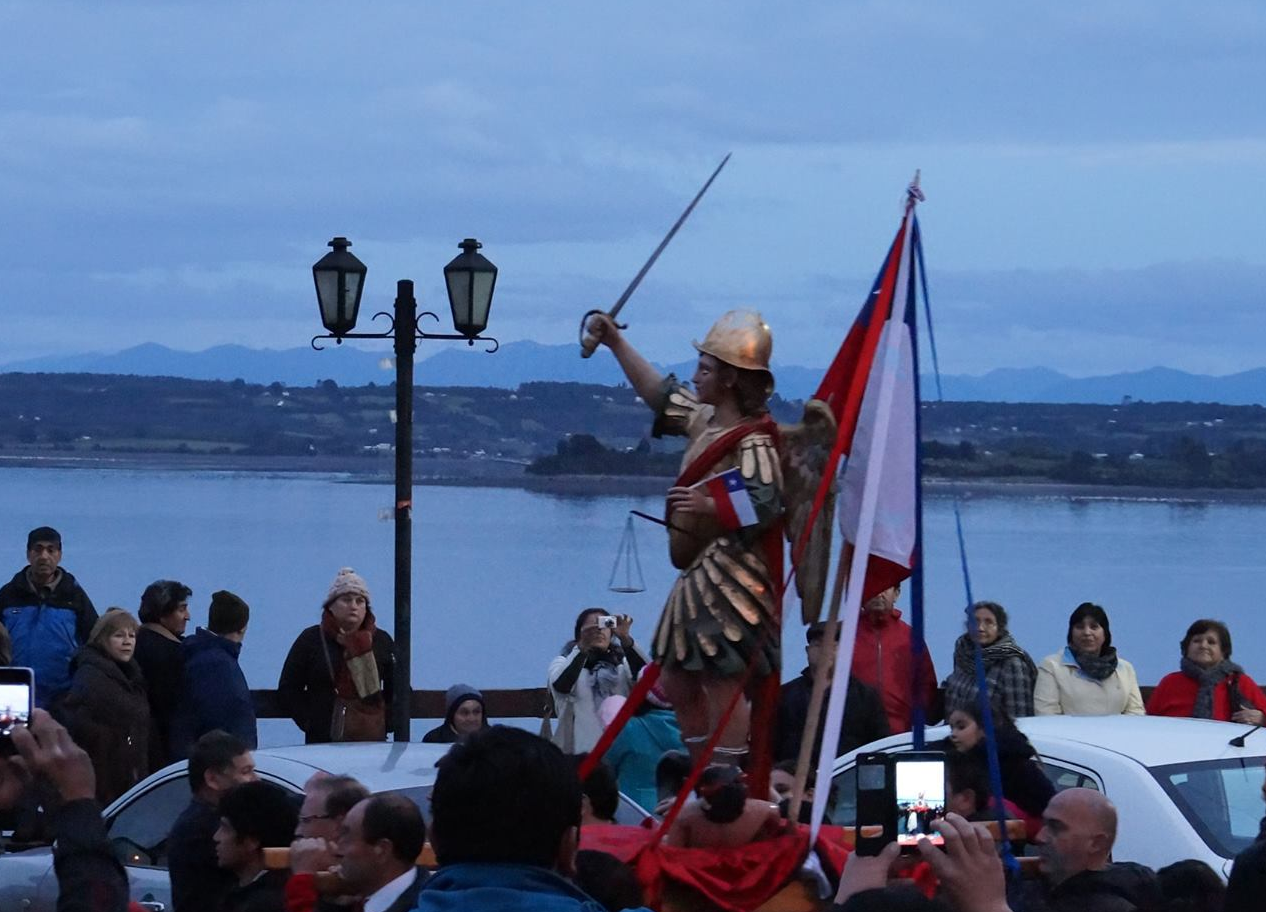
Imagen del arcángel Miguel de Calbuco.

La Fiesta de los Indios Caciques es una festividad religiosa tradicional de la comuna de Calbuco, en la Región de Los Lagos de Chile. Se celebra de forma anual, cuarenta días después de domingo de resurrección, y se realiza en homenaje al arcángel Miguel, coincidiendo además con el Día de la Ascensión.

## Historia

### Origen
De acuerdo a la tradición, en febrero del año 1712 los Indios reyunos, luego de oponerse a apoyar a los huilliches rebeldes de Chiloé, organizaron una revuelta propia para mejorar las condiciones en que eran ocupados en la actividad de la tala de madera en la zona. Si bien no eran sujetos de encomienda por el rol jugado por sus antepasados en la fundación de Calbuco, algunos autores señalan que en los siglos posteriores se habría vuelto frecuente su abuso por parte de los gobernadores de Chiloé, lo que habría sido el origen de la revuelta.
Durante la rebelión, los reyunos habrían tomado la figura del arcángel San Miguel, presente en la parroquia de Calbuco desde la fundación del poblado, y considerada sagrada tanto por ellos como por los españoles. Dependiendo de las versiones, la figura habría sido transportada en secreto a la Isla Abtao, y mantenida en ese lugar hasta la mediación de los jesuitas, y la aceptación de algunas de sus demandas por las autoridades coloniales, en especial relativas al mejoramiento de sus condiciones en la tala del alerce.
Al finalizar la manifestación, los reyunos habrían solicitado celebrar anualmente la devolución de la imagen al templo católico, dando inicio a una tradición que se mantiene hasta el día de hoy.
Desde el año 1912 esta festividad se celebra también en la localidad de Chope, en la vecina Isla Puluqui.

### Controversia de las fiestas patronales
Al ser parte del territorio histórico de Chiloé, Calbuco se mantuvo al margen del desarrollo cultural de Chile hasta las primeras décadas del siglo XIX. Por este motivo, las fiestas religiosas de Calbuco (y de Chiloé en general) fueron consideradas por algunas autoridades como monárquicas, y en otras ocasiones heréticas, existiendo voces que llamaron abiertamente a su prohibición. Esta controversia sería discutida en los sínodos de Ancud de 1851 y 1894, donde se regularon los rituales y los roles ejercidos por los participantes de las fiestas. 
En la década de 1930, a través de la intervención del grupo Acción Católica, las fiestas patronales de Calbuco y Chiloé introdujeron el uso de banderas chilenas como parte de su ornamentación, fortaleciendo de esta forma la presencia simbólica del Estado chileno en estas tradiciones de origen colonial.

### Historicidad
De acuerdo al historiador calbucano José Mansilla, el rapto de la imagen de San Miguel es una tradición que carece de historicidad, ya que tendría diversas contradicciones que la hacen inverosímil. Entre estas se cuenta la fidelidad de los reyunos hacia los españoles, que durante 1712 los llevó incluso a negarse a apoyar a los huilliches de Chiloé, el supuesto escondite de la imagen en una isla pequeña como Abtao, y en general a la inexistencia de fuentes coloniales que hablen de este episodio.

## Celebración
La celebración se realiza cuarenta días después de domingo de resurrección, y se centra en la imagen policromada del arcángel Miguel llevada a Calbuco en tiempos coloniales. De acuerdo a la tradición, esta figura habría provenido de la destruida ciudad de Osorno en 1602, aunque otros autores le atribuyen un origen posterior.
La fiesta consiste en una novena, luego de la cual se da inicio a la procesión por el centro de la ciudad de Calbuco. En esta celebración juegan un rol relevante los Fiscales del archipiélago calbucano, quienes realizan el tradicional "batido de banderas" en homenaje al arcángel.